# Partenit
Partenit (in ucraino Партенiт?, in russo Партенит?, nella lingua tatara di Crimea: Partenit, in greco antico: Παρθένιον? e precedentemente chiamata, tra il 1945 e il 1991, come: Frunzenskoye) è un insediamento di tipo urbano sul mare sotto la giurisdizione amministrativa della città, di importanza regionale, Alušta; situata nella parte meridionale della Repubblica autonoma di Crimea, un territorio riconosciuto dalla maggioranza dei paesi come parte dell'Ucraina e incorporato dalla Russia come Repubblica della Crimea. Secondo un censimento del 2014, la popolazione è costituita 6193 persone.
Situato appena ad est di una montagna chiamata dai parlanti in turco come Ayu Dağ (in russo Медведь-гора?; che significa Montagna dell'Orso), Partenit si trova su un appezzamento di terra costiera abbastanza pianeggiante, anche se l'elevazione aumenta rapidamente man mano che ci si allontana dal mare. Gran parte dell'architettura della città è in stile realista sovietico. L'attuale popolazione residente permanente è in gran parte ucraina russa, con un afflusso significativo di tartari e armeni.

## Storia
È in origine un antico insediamento greco chiamato Parthenium (in greco antico: Παρθένιον?), nome che deriva dalla parola Parthenṓn. Successivamente è stata colonizzata o invasa da Goti, Turchi, Genovesi, Tartari e Tedeschi . È nella regione del vino; la vicina cantina Massandra è famosa per la produzione del Bastardo e di altri vini.

## Monumenti e luoghi d'interesse
Partenit ha due spiagge. Una è la spiaggia pubblica, che è libera. L'altra è di proprietà del resort militare ed è molto più grande. La maggior parte dei turisti affitta un appartamento da un affittuario locale e la tariffa corrente negli ultimi anni, per un appartamento a 10 minuti a piedi dalla spiaggia, è stata di circa 20$ al giorno.
Allestite per i turisti tra il bazar e la spiaggia, vi sono diverse attività che offrono escursioni in diverse parti della Crimea, comprese Massandra e Livadia, oltre alle cascate. Un tour locale attraversa Ayu Dag, ripercorrendo la sua storia attraverso i terremoti e le rovine del passato di antiche chiese dei Goti. Uno dei primi parchi nazionali in Ucraina è stato istituito per proteggere Ayu Dag .